# Nonsulcozona
Nonsulcozona is een geslacht van uitgestorven kreeftachtigen uit de klasse van de Ostracoda (mosselkreeftjes).

## Soort
- Nonsulcozona praepleta Schallreuter, 1972 †